# Pure (Michael Hedges)
Pure è un album raccolta di Michael Hedges, pubblicato dalla Windham Hill Records nel 2006.

## Tracce
Testi e musiche di Michael Hedges tranne dove indicato
1. Ragamuffin – 3:14 – Tratto dall'album Aerial Boundaries (1984)
2. Because It's There – 3:04 – Tratto dall'album Live on the Double Planet (1987)
3. Chava's Song – 3:18 – Tratto dall'album Taproot (1990)
4. The Streamlined Man – 3:48 – Tratto dall'album Watching My Life Go By (1985)
5. Aerial Boundaries – 4:43 – Tratto dall'album Aerial Boundaries (1984)
6. Rikki's Shuffle – 3:10 – Tratto dall'album Live on the Double Planet (1987)
7. The Funky Avocado – 2:07 – Tratto dall'album Breakfast in the Field (1981)
8. Bensusan – 2:32 – Tratto dall'album Aerial Boundaries (1984)
9. Ursa Major – 3:45 – Tratto dall'album Torched (1999)
10. Jitterboogie – 2:40 – Tratto dall'album Oracle (1996)
11. Rickover's Dream – 4:49 – Tratto dall'album Aerial Boundaries (1984)
12. I Carry Your Heart – 4:58 – Tratto dall'album Taproot (1990)
13. Layover – 2:34 – Tratto dall'album Breakfast in the Field (1981)
14. Java Man – 3:44 – Tratto dall'album Torched (1991)
15. Hot Type – 1:34 – Tratto dall'album Aerial Boundaries (1984)
16. If I Needed Someone – 3:19 (George Harrison) – Tratto dall'album (artisti vari) Here, There & Everywhere[1]

## Musicisti
- Michael Hedges - chitarra, voce, chitarra harp, pianoforte, sintetizzatore, flauto alto
- Bobby McFerrin - voce (brano: 4)
- Michael Manring - basso (brani: 7, 12 e 13
- George Winston - pianoforte (brani: 7 e 13)
- David Crosby - armonie vocali (brano: 12)
- Graham Nash - armonie vocali (brano: 12)